# Karos parvus
Karos parvus is een hooiwagen uit de familie Stygnopsidae.